# Agostino Origone
Agostino Origone (Genova, 10 aprile 1946) è un fumettista e illustratore italiano, creatore con il fratello Franco del personaggio di Nilus.

## Carriera
Lavora fin dalle prime opere con il fratello Franco, di quattro anni più giovane, alla stesura dei personaggi. Il debutto è sulle pagine del quotidiano della città natale Genova, Il Lavoro, nel 1973. Nel 1974 l'approdo alla rivista edita da Mondadori editore Il Mago, con il personaggio del dittatore "Petrus". Il successo lo raggiunge nel 1976 con "Nilus", striscia satirica ambientata nell'Antico Egitto. Dal 1980 è il vignettista del maggiore quotidiano della sua città natale, Il Secolo XIX.

## Riconoscimenti
- Salone Internazionale dell'Umorismo di Bordighera, Palma d'oro nel 1984